# Акведук Ванвітеллі
Акведук Ванвітеллі (італ. Acquedotto Carolino) — кам'яна інженерна споруда для водопостачання велетенського палацу Казерта та його каскаду і фонтанів саду бароко.

## Історія створення
Місцевість в Казерті, котру король Неаполя та обох Сицилій обрав для створення нової королівської резиденції, була бідною водою. Аби виправити помилку королівського вибору, бригада архітекторів була вимушена шукати надійні джерела для водопостачання велетенського палацу та його каскаду і фонтанів майбутнього саду.
Версальський парк теж мав брак води, тому французькі архітектори були вимушені вибудувати водонагнітне колесо, що забирало воду з річки Сена і новим водоводом забезпечувало роботу паркових фонтанів лише на невеликий термін дня.
Джерела води були знайдені в містечку Айрола. Король Неаполя за право брати воду надав поселенню права міста. Для постачання води у Казерту було вирішено будувати новий акведук. Проект акведука створив головний архітектор Луїджі Ванвітеллі, а відповідав за будівництво інженер Франческо Коллечіні. Роботи розпочали вже в березні 1753 року. Урочисте відкриття нового акведука відбулося 7 травня 1762 року. Новий акведук зовнішньо нагадував акведуки стародавніх римлян.
Він простягся він гори Табурно. Водопостачання підживлювало не тільки фонтани палацового саду, а і сприяло економічному зростанню регіону. Воду використовували численні млини. Вода також використовувалась для поливу садових рослин і дерев, частка котрих була вивезена з колоній. Король Фердинанд IV також прагнув створити зразкове господарство на околиці Казерти. Водою був забезечений і комплекс ремісничих споруд шовкової мануфактури у Сан Леучо.
Споруда виявилась досить вдалою і витримала три землетруси впродовж її експлуатації за три століття.

## Розміри акведука
Довжина акведука досягла 38 (тридцять вісім) кілометрів. Частка його схована під землю. Траса має колодязі для огляду і ремонту.
Особливо вражаючим був міст акведука у три яруси у Валле ді Маддалоні між горою Лонгано на сході та горою Гарцано на заході. Італійці називають його «міст у долині». Висота мосту, вибудованого з блоків травертину, досягає п'ятдесяти п'яти (55,80) метрів. В середині 18 століття він став найвисокішим і найдовшим мостом у Західній Європі, збільшивши численні рекорди палацу Казерта.
З 1997 року входить у комплекс всесвітнього спадку ЮНЕСКО в Італії разом із палацом Казерта, палацовим садами і комплексом ремісничих споруд Сан Леучо.